# Atassia-teleangectasia
L'atassia-teleangectasia o sindrome di Louis-Bar è una malattia genetica a trasmissione autosomica recessiva caratterizzata da: 
- atassia cerebellare
- teleangectasie oculo-cutanee
- immunodeficienza.

## Storia
La prima descrizione di questa sindrome risale al 1926, quando due ricercatori cecoslovacchi, Ladislav Syllaba e Kamil Henner, riportarono nel primo numero della Révue Neurologique tre casi di quella che chiamarono atetosi doppia congenita. Nel 1941, la giovane neurologa Belga Denise Louis-Bar ne fornì una descrizione più completa e, in seguito al suo lavoro, la sindrome prese il suo nome. Determinanti sono stati gli studi condotti alla fine degli anni cinquanta da Elena Boder e Robert P. Sedgwick, che raccolsero numerosi casi e introdussero per primi la denominazione atassia-teleangectasia.

## Epidemiologia
L'incidenza dell'atassia-teleangectasia nella popolazione è stimata da 1 su 40 000 fino a 1 su 100 000 nati vivi.
In Italia i casi conosciuti a tutt'oggi (2017) sono circa 70 quindi l'incidenza è molto inferiore.

## Descrizione clinica
Atassia
L'atassia compare in genere nella prima infanzia e si rende evidente nel giro di pochi anni con progressivi disturbi della postura e dell'andatura, con incapacità di compiere movimenti fini (utilizzo delle posate, della matita, di piccoli oggetti) e con aprassia oculomotoria, cioè con l'incapacità di coordinare i movimenti saccadici: il bambino ruota la testa anziché muovere gli occhi per inseguire gli oggetti che si muovono rapidamente. Compaiono successivamente disturbi del linguaggio e diminuzione della capacità muscolare, soprattutto a carico degli arti inferiori. In età adolescenziale, in genere tutti i pazienti necessitano di un consistente aiuto per vestirsi, mangiare e provvedere all'igiene personale.
Le capacità intellettive non vengono compromesse, ma è difficile valutare l'intelligenza di un soggetto affetto da questa sindrome per la lentezza delle risposte.
Teleangectasia
Le teleangectasie sono dilatazioni dei piccoli vasi che si manifestano dapprima a livello delle congiuntive, poi si diffondono su tutta la cute, soprattutto sulle orecchie, sopra il ponte del naso, nelle pieghe del gomito e del ginocchio. Occasionalmente possono essere presenti alla nascita, ma in genere si sviluppano dopo il primo decennio di età. Di solito non costituiscono un problema medico in quanto non sanguinano e non danno prurito. Rispetto alle teleangectasie che si ritrovano nell'occhio di persone più anziane, queste sono costanti nel tempo e non peggiorano o migliorano col variare della temperatura corporea, dei fattori emozionali e dello stato di sanguificazione dell'individuo.
Immunodeficienza
L'immunodeficienza esordisce con infezioni respiratorie (in particolare a livello polmonare) che col tempo recidivano fino a portare allo sviluppo di bronchiectasie. Spesso i pazienti soffrono di riniti e rinosinusiti: la ridotta capacità di combattere le infezioni riguarda prevalentemente le malattie causate da batteri piuttosto che quelle da virus. Quasi mai, tuttavia, si rileva un deficit di gammaglobuline.
Conseguenze importanti del malfunzionamento del sistema immunitario sono l'aumentata suscettibilità alle radiazioni ionizzanti e ai tumori. L'esposizione a raggi X in questi soggetti va pertanto limitata a situazioni di assoluta necessità, per la loro incapacità di riparare i danni del DNA. Le neoplasie più frequenti nei soggetti affetti da atassia-teleangectasia sono i linfomi e le leucemie linfatiche, ma nei soggetti che sopravvivono più a lungo si riscontrano anche carcinomi.

## Eziologia
L'anomalia genetica che determina l'atassia-teleangectasia è stata riconosciuta a livello del gene detto ATM (ataxia-telangiectasia mutated), mappato nella regione q22-23 del cromosoma 11.
ATM è una chinasi che, in seguito al riconoscimento di danno al DNA, attiva l'oncosoppressore p53.